# عدنان البخيت
محمد عدنان سلامة البخيت مفكر ومؤرخ أردني، مواليد ماحص/ محافظة البلقاء 15 يناير1941م.

## المؤهلات العلمية
- درجة البكالوريوس في الآداب/ قسم التاريخ، الجامعة الأمريكية ببيروت، 1963م.
- دبلوم تربية، الجامعة الأمريكية ببيروت، 1963م.
- درجة الماجستير في التاريخ الإسلامي، الجامعة الأمريكية في بيروت، 1965م.
- درجة الدكتوراه في التاريخ الإسلامي، مدرسة الدراسات الشرقية والإفريقية،[1] جامعة لندن، 1972م.

## اللغات
العربية، الإنجليزية، التركية.

## الخبرات الأكاديمية
- مساعد باحث بالجامعة الأمريكية ببيروت، 1963م-1966م.

- معيد بقسم التاريخ/ كلية الآداب، الجامعة الأردنية، 1966م-1967م.

- مدرس بقسم التاريخ والآثار/ كلية الآداب/ الجامعة الأردنية، 1972م-1978م.

- باحث زائر في جامعة برنستون، الولايات المتحدة الأمريكية، الفصل الدراسي الثاني للعام الجامعي 1977/1978م.

- أستاذ مساعد، قسم التاريخ/ كلية الآداب، الجامعة الأردنية، 1978م-1983م.

- أستاذ، قسم التاريخ/كلية الآداب، الجامعة الأردنية، أيلول/سبتمبر 1983م.[2]

## المسؤوليات الأكاديمية والإدارية
1. أسس مركز الوثائق والمخطوطات بالجامعة الأردنية عام 1972م، ولا زال يرأس مجلس إدارته إلى اليوم.
2. أسس مؤتمر بلاد الشام وأداره منذ عام 1972م – إلى اليوم، وأصدر أكثر من خمسة وثلاثين مجلداً.
3. رأس اللجنة الدولية التابعة لليونسكو، والتي أشرفت على إعداد كتاب تاريخ الإنسانية، من القرن السابع الميلادي حتى نهاية القرن الرابع عشر الميلادي، صدر عن اليونسكو– المجلد الرابع.
4. مدير مركز الوثائق والمخطوطات/ الجامعة الأردنية، 1981م-1989م.
5. عضو مؤسس لجمعية الشؤون الدولية من 1976م –2001م. ورئيس تحرير مجلّتها (الندوة) من 1985م –2001م.
6. عميد البحث العلمي في الجامعة الأردنية من 7/2/1984- 14/8/1989.
7. رئيس تحرير مجلة (دراسات) العلمية المحكمة الصادرة عن الجامعة الأردنية، من 2/1984- 8/1989.
8. رئيس لجنة الترجمة في الجامعة الأردنية، من 2/1984- 8/1989.
9. مدير مركز الدراسات الاستراتيجية بالوكالة، الجامعة الأردنية، من 26/6/1985- 22/10/1989.
10. عضو لجنة التعيين والترقية، الجامعة الأردنية، عمّـان، من 21/9/1986– 22/8/1992.
11. نائب رئيس الجامعة الأردنية للتخطيط وخدمة المجتمع، من 15/8/1989- 1/9/1990.
12. نائب رئيس الجامعة الأردنية للكليات الإنسانية، من 1/9/1990- 15/12/1991.
13. رئيس جامعة مؤتة، من 16/12/1991- 31/3/1993. أسس خلال هذه الفترة ثماني كليات ومسجد الجامعة وأربعة منازل داخلية لطالبات الجامعة وقاعة كبرى للامتحانات ومبانٍ لمطاعم الجامعة.
14. أسس ورأس جامعة آل البيت، من 1/4/1993- 1/8/2001.
15. رئيس اللجنة الأكاديمية لمجلس التعليم العالي، وزارة التعليم العالي، عمّـان، من 11/11/1998م – 12/8/2001م.
16. عضو مجمع اللغة العربية الأردني، 8/5/1999.
17. عضو مراسل في مجمع اللغة العربية بدمشق.
18. عضو اللجنة التنفيذية، المجمع الملكي لبحوث الحضارة الإسلامية (مؤسسة آل البيت)، عمّـان.
19. عضو لجنة تسمية شوارع العاصمة عمّـان، أمانة عمّـان الكبرى من 1978– 1981.
20. عضو مكتبة أمانة العاصمة، عمّـان.
21. عضو جمعية أصدقاء البحث العلمي، عمّـان.
22. عضو المجلس الثقافي للعاصمة، عمّـان.
23. عضو لجنة السياحة، محافظة البلقاء، الأردن.
24. أسّس نادي ماحص ورأسه منذ 21/5/1980 – 7/2/1985، ولايزال رئيساً فخرياً للنادي منذ 7/2/1985. وأصدر مجلة (الأمل) عن النادي، وتولى رئاسة تحريرها.
25. عضو لجنة الميثاق الوطني والمُقرِّر الثاني له، 1990م.
26. عضو مجلس أمناء مؤسسة حمد الجاسر الخيرية، الرياض، 22/3/2004.
27. عضو مجلس أمناء «الذاكرة العربية – المركز العربي لتوثيق الأوراق الشخصية»، بيروت، 29/11/2005.
28. عضو اللجنة الفرعية المنبثقة عن لجنة «مسيرة التعليم العام والتعليم العالي والبحث العلمي»، تموز 2006م.
29. رئيس لجنة دراسة مخطوطات البحر الميت ومخطوطات قمران ومحتواها والطرق الدولية لاستعادتها انسجاماً مع القوانين والدساتير الدولية، وزارة التعليم العالي والبحث العلمي، تموز 2006م.
30. عضو المجلس الاستشاري الدولي للمؤتمر العالمي لدراسات الشرق الأوسط (مجلس WOCMES)، جامعة ماينتس، ألمانيا، 10/2/2006م.
31. عضو مجلس خبراء مؤسسة الفرقان للتراث الإسلامي بلندن، 22/2/2006م.
32. رئيس هيئة تحرير المجلة الأردنية للتاريخ والآثار، اللجنة الأردنية العليا للبحث العلمي، وزارة التعليم العالي والبحث العلمي، عمّـان، 5/9/2006م، ولمدة أربع سنوات.
33. عضو مجلس أمناء المركز الوطني لحقوق الإنسان، عمّـان، 25/3/2007م.
34. عضو المجلس الاستشاري الدولي لمؤتمر الدراسات الآسيوية وشمال إفريقيا (ICANAS 38)، أنقرة، 20/6/2007م.
35. عضو مجلس أمناء مركز التوثيق الملكي الأردني الهاشمي، عمّان، 9/9/2008م.
36. عضو مجلس مركز الدراسات الاستراتيجية في الجامعة الأردنية، عمّان، 11/9/2008م.
37. نائب رئيس مجمع اللغة العربية الأردني في المدة (2011-2014)، والمدة (2021 حتى الآن).

## الأبحاث العلمية المنشورة

### المؤلفات
- «مملكة الكرك في العهد المملوكي»، مطبعة الجمعية العلمية الملكية، عمان، 1976م.

- «دراسة رسالة من السلطان العثماني بايزيد الثاني إلى عبد المؤمن بن إبراهيم الحفصي سنة 896هـ/1491م»، مجلة الدراسات التاريخية المغربية، العدد 10، تونس، يناير 1978م.

- «أحداث بلاط طرابلس الشام سنة 1015هـ/1016هـ-1606م/1607م»، دراسة مستقاة من نص لمصطفى بن جمال الدين بن كرامة، ونص للشيخ الحسين بن محمد البوريني، مجلة مجمع اللغة العربية الأردني، العدد الأول، كانون الثاني 1978م.

- “Aleppo and the Ottoman Military in the 16th Century (two case studies)”, Al-Abhath Journal, published by the American University of Beirut, Lebanon, Vol. XXVII, 1978.

- «من تاريخ حيفا العثمانية – دراسة في أحوال عمران الساحل الشامي»، مجلة مجمع اللغة العربية الأردني، العدد الثاني، 1979م.

- "Ladjdjun"، مقالة نشرت في الموسوعة الإسلامية، الطبعة الثانية، 1980م.

- «الأسرة الحارثية في مرج بني عامر 885هـ/1440م-1088هـ/1766م»، مجلة الأبحاث، الجامعة الأمريكية ببيروت، 1980م، ص 55-78.

- «جوانب من تاريخ بيروت في العهدين المملوكي والعثماني»، نشر في كتاب دراسات عربية وإسلامية مهداة إلى إحسان عباس، تحرير وداد القاضي، بيروت، 1981م.

- «المنازل المحاسنية في الرحلة الطرابلسية، تأليف يحيى بن أبي الصفا المحاسني»، دراسة وتحقيق، دار الآفاق، بيروت، 1981م.

- “The Ottoman Province of Damascus in the 16th Century”, Beirut, 1982. 11.	“The Christian Population of the Province of Damascus in the Sixteenth Century”. نشر في كتاب: Christian and Jews in the Ottoman Empire, 2 Vols., Edited by Benjamin Braude and Bernard Lweis, Holms and

- Meir Publishers, N.Y، «الأمير حسين بن الأمير فخر الدين المعني – حياته وآثاره»، مجلة دراسات تاريخية، جامعة دمشق، العددان 9-10، تشرين الأول 1982م.

- “Sidon in the Late Mamluk and Early Ottoman Times” مجلة الأبحاث، الجامعة الأمريكية ببيروت، 1983م.

- «معان وجوارها – استعراض تاريخي»، مجلة دراسات تاريخية، العدد 12، جامعة دمشق، أيار 1983م.

- «دور أسرة آل الحنش والمهام التي أوكلت إليها في ريف دمشق 790هـ/1388م-976هـ/1568م – دراسة وثائقية»، مجلة دراسات تاريخية، جامعة دمشق، دمشق، العددان 13 و14، محرم 1404هـ/تشرين أول 1983م، ص 88-137.

- “The Role of the Hanash Family and the Tasks Assigned to it in the Countryside of Dimashq al-Sham 790/1388 – 976/1568: Documentary Study” نشر في كتاب: Land Tuner and Social Transformation in the Middle East، الجامعة الأمريكية ببيروت، تحرير طريف الخالدي، 1984م.

- الكشاف الإحصائي الزمني لسجلات المحاكم الشرعية في بلاد الشام"، مطبعة الجامعة الأردنية، 1984م (مع آخرين).

- «فهرس المخطوطات العربية المصورة»، الجزء الأول بالمشاركة مع الدكتور نوفان رجا السوارية، مطبعة الجامعة الأردنية، 1985م.

- «فهرس المخطوطات العربية المصورة»، الجزء الثاني، بالمشاركة مع الدكتور نوفان رجا السوارية وأ. فالح حسين فالح، مطبعة الجامعة الأردنية، 1985م.

- «مذكرات الدكتور جميل فائق التوتنجي»، مجلة دراسات، الجامعة الأردنية، المجلد الثاني عشر، العدد العاشر، 1985م.

- «فهرس المخطوطات العربية المصورة»، الجزء الثالث، بالمشاركة مع الدكتور نوفان رجا السوارية وأ. فالح حسين فالح، مطبعة الجامعة الأردنية، 1986م.

- «دفتر مفصل، ناحية مرج بني عامر وتوابعها ولواحقها التي كانت في عهدة الأمير طره باي سنة 945هـ/1538م»، بالمشاركة مع الدكتور نوفان رجا السوارية، مطبعة الجامعة الأردنية، عمّان، 1988م.

- «ناحية بني الأعسر في القرن العاشر الهجري، السادس عشر الميلادي»، مجلة دراسات، المجلد الخامس عشر، العدد السابع، الجامعة الأردنية، 1988م.

- «ناحية بني كنانة (شمالي الأردن) في القرن العاشر الهجري / السادس عشر الميلادي»، عمان، 1989م.

- «ناحية بني جهمة في القرن العاشر الهجري / السادس عشر الميلادي»، نشر في كتاب بحوث ودراسات مهداة إلى عبد الكريم غرايبة، دمشق، 1989م.

- «دفتر مفصل خاص لواء الشام – طابو دفتري – (275) سنة 958هـ/1551م»، دراسة وترجمة وتحقيق، مطبعة بنك البتراء، عمان، 1989.

- «دفتر مفصل لواء اللجون – طابو دفتري – (181) سنة 1995هـ/1596م»، دراسة وترجمة وتحقيق، بالمشاركة مع الدكتور نوفان رجا السوارية، منشورات الجامعة الأردنية، عمان، 1989م.

- “The Arab Lands During The Days of Sulaiman The Magnificent” نشر في مجلة: Studies on Turkish – Arab Relations، عدد خريف 1989م.

- “Safad Et Sa Region D’Apres Des Documents De Waqf Des Tritres De Propriete 780/946H. (1378/1556)”, R.E.M.M.M., 1990. تصدر عن جامعة اكس أون بروفانس، فرنسا.

- «دفتر مفصل لواء عجلون – طابو دفتري (970)»، دراسة وترجمة وتحقيق، بالمشاركة مع الدكتور نوفان رجا السوارية، منشورات الجامعة الأردنية، 1990م

- «التحديات التي تواجه الوطن العربي»، المجلة الثقافية، العدد الثالث والعشرين، الجامعة الأردنية، 1990م.

- "دفتر مفصل لواء عجلون – طابو دفتري (185) سنة 1005هـ/1596م، دراسة وترجمة وتحقيق، بالمشاركة مع الدكتور نوفان رجا السوارية، منشورات الجامعة الأردنية، 1991م.

- «الرملة في القرن العاشر الهجري – السادس عشر الميلادي»، مجلة دراسات، العدد الثاني، الجامعة الأردنية، 1991م.

- «القانون الأساسي للجمعية العربية للفتاة»، مجلة الندوة، المجلد الثالث، العدد الأول، جمعية الشؤون الدولية، عمان، أيار 1991م.

- «جوانب من تاريخ لد العثمانية في القرن العاشر الهجري / السادس عشر الميلادي»، مجلة حوليات / فرع الآداب العربية، مجلد 6، معهد الآداب الشرقية، جامعة القديس يوسف، بيروت، 1992م

- «نابلس ونواحيها في القرن السادس عشر على ضوء الوقفيات التي تحتفظ بها سجلات الدولة العثمانية»، مجلة المنارة، جامعة آل البيت، المجلد 1، العدد 6، جامعة آل البيت، المفرق، 1996م.

- «فهارس دفاتر الطابو والمالية (دن) مدوره العثمانية في مركز الوثائق والمخطوطات بالجامعة الأردنية»، مجلة المنارة، المجلد السادس، العدد الأول، جامعة آل البيت، الأردن، أيلول 2000م.

- «حسين بن فخر الدين المعني – كتاب التمييز»، تحقيق، بالمشاركة مع الدكتور نوفان رجا السوارية، دار الشروق، عمان، 2001م.

- History of Humanity from the 7th – 16th Century, UNESCO, Routledge, London, 2001.	«بيت لحم وبيت جالا وبيت ساحور النصارى وجوارها»، صدرت في كتاب عن مؤسسة الفرقان للتراث الإسلامي، لندن، ضمن كتاب تكريمي لصلاح الدين المنجد، 2002م.

- تاريخ القدس والخليل، تأليف الشيخ شمس الدين محمد بن محمد بن شرف الدين الخليلي، تحقيق، بالمشاركة مع الدكتور نوفان رجا السوارية، مؤسسة الفرقان للتراث الإسلامي، لندن، 1425هـ/2004م.

- دراسات في تاريخ بلاد الشام – الأردن، منشورات أمانة عمان الكبرى، عمّان، 1426هـ/2005م. وقد أعادت وزارة الثقافة طباعته ضمن مشروع مكتبة الأسرة، عمان، 2008م.

- مسيرة دمشق الشام وسيرة يوسف بن حسين الإيبش (1925 – 2003م)، مؤسسة الفرقان للتراث الإسلامي، لندن، 2006م. 44.	العوائد المالية لمقاطعات دمشق الشام على ضوء دفتر طابو (T. D. 474) سنة 977هـ / 1569م، مؤسسة الفرقان للتراث الإسلامي، لندن، مطبعة المدني، 2006م.

- إجازة السيد محمد المرتضى بن محمد بن محمد الحسيني الوارفي أبو الفيض الزبيدي، للشيخ محمد بن محمد ابن الأمير أحمد ابن الأمير عبد القادر بن عز الدين عبد العزيز بن الشمس محمد، الشهير بـ [الأمير محمد الصغير]، حديث الرحمة المسلسل بالأولية ثم حديث المسلسل، سنة 1204هـ/1790م، في كتاب «حسين عبد الله العمري - بحوث ومقالات مهداة إليه»، الطبعة الأولى، دار الفكر، دمشق، 1426هـ/2005م.

- العشائر العربية في ولاية دمشق الشام في القرن العاشر الهجري / السادس عشر الميلادي في ضوء دفاتر الطابو والمهمة العثمانية، مجلة العرب، ج 9، 10، الرياض، الربيعان 1427هـ / نيسان – أيار 2006م.

- لواء القدس الشريف، لواء القدس من دفتر مفصل لواء صفد والغزة [غزة] والقدس الشريف من دفتر تحرير (T. D. 427)، (932هـ/1525م-1526م – 934هـ/1527-1528م)، دراسة تحليلية للنص العثماني وترجمته إلى العربية مع الشروحات الإيضاحية، مؤسسة الفرقان للتراث الإسلامي، لندن، 1426هـ/2005م، بالتعاون مع الدكتور نوفان الحمود السوارية.

- دراسات في تاريخ بلاد الشام – فلسطين، منشورات أمانة عمان الكبرى، 1428هـ-2007م.

- أريحا وجوارها، بحوث ودراسات شكر وعرفان إلى الأستاذ الدكتور علي محافظة، عمادة البحث العلمي، الجامعة الأردنية، عمّان، نيسان 2007م.

- لواء القدس الشريف، لواء القدس الشريف من دفتر تحرير (T. D. 131)، (932هـ/1525م – 938هـ/1531-1532م)، دراسة تحليلية للنص العثماني وترجمته إلى العربية مع الشروحات الإيضاحية، مؤسسة الفرقان للتراث الإسلامي، لندن، 1428هـ/2007م، بالتعاون مع الدكتور نوفان الحمود السوارية.

- «دراسة في مصادر الإنفاق على مدارس القدس الشريف ومصروفاتها على ضوء دفتر تحرير (T. D. 131) (932هـ/1525م – 939هـ/1531-1532م)»، بالتعاون مع نوفان رجا السوارية، ضمن كتاب الأوقاف في بلاد الشام منذ الفتح العربي الإسلامي إلى نهاية القرن العشرين، المؤتمر الدولي السابع لتاريخ بلاد الشام، المجلد الثالث «فلسطين»، تحرير محمد عدنان البخيت، منشورات لجنة تاريخ بلاد الشام، الجامعة الأردنية، عمان، 2008م.

- دراسات في تاريخ بلاد الشام «سورية ولبنان»، المعهد الفرنسي للشرق الأدنى، دمشق، 2008م.
- لواء القدس الشريف، من دفتر تحرير (T. D. 1015) (945هـ/1538-1539م) – دراسة تحليلية للنص العثماني وترجمته إلى العربية مع الشروحات الإيضاحية، بالتعاون مع نوفان رجا السوارية، مؤسسة الفرقان للتراث الإسلامي، لندن، 1429هـ/2008م.

- المقالات التالية صدرت في الموسوعة الإسلامية – الطبعة الجديدة: Al Shahin. Bani Fadl.Bani Sakhr.Ladjun.Mafrak.Manzade Husayn.Rafah.Salt.Shawbak.Tabuk.Tulkarm.Zarka.

### ب. الإعداد والتحرير
1. «بلاد الشام في العهد البيزنطي، الندوة الأولى من أعمال المؤتمر الدولي الرابع لتاريخ بلاد الشام»، القسم العربي – المجلد الأول – تحرير، بالمشاركة مع الدكتور محمد عصفور، عمان، 1986م.
2. “Proceedings of the Symposium on Bilad al-Sham During the Byzantine Period”, Vol. II, (English Section), Edited by: Muhammad Adnan Al-Bakhit and Muhammad Asfour, 1st Edition, 1986.
3. “Proceedings of the Second Symposium on The History of Bilad al-Sham During the Early Islamic Period up to 40 A.H/640 A.D. (English and French), Vol. I, Edited by: Muhammad Adnan Al-Bakhit, 1st Edition, 1987.
4. «بلاد الشام في صدر الإسلام، الندوة الثانية من أعمال المؤتمر الدولي الرابع لتاريخ بلاد الشام»، المجلد الثاني، تحرير، بالمشاركة مع الدكتور إحسان عباس، الطبعة الأولى، 1987م.
5. «بلاد الشام في صدر الإسلام، المؤتمر الدولي الرابع لتاريخ بلاد الشام – من أوراق الندوة الثانية»، المجلد الثالث، تحرير، الطبعة الأولى، 1987م.
6. «البحوث العلمية والمطبوعات المدعومة في الجامعة الأردنية»، إعداد، بالمشاركة مع الآنسة سعاد عبد الجليل والسيد محمد يونس العبادي والدكتور نوفان رجا السوارية، مطبعة الجامعة الأردنية، عمان، 1987م.
7. «البحوث العلمية والمطبوعات المدعومة في الجامعة الأردنية 1972م-1987م»، إعداد، منشورات الجامعة الأردنية، عمان، 1987م.
8. «الجامعة الأردنية: سيرة ومسيرة»، إعداد محمد عدنان البخيت، تحرير السيد حامد الزغول، المطبعة الوطنية، عمان، 1987م.
9. محاضر المؤتمر الرياضي الأول، تحرير، بالمشاركة مع د. عبد الله عويدات ود. عباس الرملي، الجامعة الأردنية، عمان، 1987م.
10. «الإنتاج العلمي للعاملين في الجامعة الأردنية 1962-1987م»، إعداد، بالمشاركة مع فريق من موظفي مكتبة الجامعة الأردنية، مطبعة الجامعة الأردنية، عمان، 1988م.
11. «بلاد الشام في العهد الأموي، المؤتمر الدولي الرابع لتاريخ بلاد الشام»، القسم العربي، المجلد الأول، تحرير، الطبعة الأولى، 1989م.
12. “The Fourth International Conference on The History of Bilad al-Sham During The Umayyad Period”, Proceedings of the Third Symposium, (English Section), Vol. II, Edited by Muhammad Adnan al-Bakhit and Robert Shick, 1st Edition, 1989.
13. «بحوث في تاريخ بلاد الشام – بلاد الشام في العصر الأموي»، تحرير، منشورات لجنة تاريخ بلاد الشام، الجامعة الأردنية، عمان، 1990م.
14. «العرف العشائري بين الشريعة والقانون» تحرير، بالمشاركة مع الدكتور أمين القضاة والدكتور أحمد العوايشة، منشورات المركز الثقافي الإسلامي، الجامعة الأردنية، عمان، 1990م.
15. «الوافي بالوفيات» – الجزء الرابع والعشرون، تأليف صلاح الدين خليل بن أيبك الصفدي، تحقيق، بالمشاركة مع مصطفى الحياري، الناشر: فرانز شتايز شتوتكارت، بإشراف المعهد الألماني للأبحاث الشرقية، بيروت، 1993م.
16. «حادي الأظعان النجدية إلى الديار المصرية» – محب الدين الحموي، جامعة مؤتة، 1992م.
17. (23) مجلداً من سلسلة الوثائق الهاشمية (أوراق الملك عبد الله بن الحسين) وما زال العمل مستمراً:
  1. المجلد الأول، الاستقلال (1365هـ/1946م)، 1993م.
  2. المجلد الثاني، صندوق الأمة (1363هـ-1365هـ/1944م-1946م)، 1994م.
  3. المجلد الثالث، سوريا الكبرى والاتحاد العربي، 1994م.
  4. المجلد الرابع، الجامعة العربية، 1994م.
  5. المجلد الخامس / القسم الأول، فلسطين (1468هـ/1948م)، 1995م.
  6. المجلد السادس، الإدارة الأردنية في فلسطين، 1995م.
  7. المجلد السابع، الحسين بن علي والبيعة بالخلافة (1342هـ/1924م)، 1996م.
  8. المجلد الثامن / القسم الأول، الخط الحديدي الحجازي (1923م-1982م)، 1996م.
  9. المجلد الثامن / القسم الثاني، الخط الحديدي الحجازي، 1996م.
  10. المجلد التاسع، العلاقات الأردنية – العراقية (1340هـ-1370هـ / 1921م-1951م)، 1997م.
  11. المجلد العاشر / القسم الأول، العلاقات الأردنية السعودية (1344هـ-1371هـ/1925م-1951م)، 1997م.
  12. المجلد العاشر / القسم الثاني، العلاقات الأردنية السعودية (1344هـ-1371هـ / 1925م-1951م)، 1997م.
  13. المجلد الحادي عشر، وحدة الضفتين (1950م)، 1998م.
  14. المجلد الثاني عشر، العلاقات الأردنية – المصرية (1925م-1950م)، 1999م.
  15. المجلد الثالث عشر / القسم الأول، شركة نفط العراق (I. P. C) / خط حيفا – بغداد (1931م-1950م)، 1999م.
  16. المجلد الثالث عشر / القسم الثاني، شركة نفط العراق (I. P. C) / خط حيفا – بغداد (1951م-1958م)، 1999م.
  17. المجلد الرابع عشر / القسم الأول، خط أنابيب البترول عبر البلاد العربية (التابلاين) (1931م-1950م)، 2000م.
  18. المجلد الرابع عشر / القسم الثاني، خط أنابيب البترول عبر البلاد العربية (التابلاين) (1951م-1959م)، 2000م.
  19. المجلد الخامس عشر، العلاقات الأردنية – السورية (1921م-1951م)، 2001م.
  20. المجلد السادس عشر / القسم الأول، العشائر الأردنية / التشريعات وبعض القضايا (1341هـ-1371هـ/1921م-1951م)، 2001م.
  21. المجلد السادس عشر / القسم الثاني، محاضر وجلسات لجنة الإشراف على البدو (1350هـ-1369هـ/1931م-1949م)، من الجلسة (1) إلى الجلسة (70)، 2002م.
  22. المجلد السادس عشر / القسم الثالث، قرارات لجنة الإشراف على البدو (1350هـ-1369هـ / 1931م-1949م)، من الجلسة رقم (71) إلى الجلسة رقم (143)، 2003م.
18. «سجل محكمة القدس الشرعية رقم (388): فهارس تحليلية – قيود الوثائق والحجج الشرعية الصادرة من محكمة القدس الشريف الشرعية»، إعداد عبلة سعيد المهتدي، إشراف وتقديم محمد عدنان البخيت، مركز الوثائق والمخطوطات، الجامعة الأردنية، عمّان، 2006م.
19. «سجل محكمة القدس الشرعية رقم (389): فهارس تحليلية»، إعداد عبلة سعيد المهتدي، إشراف وتقديم محمد عدنان البخيت، مركز الوثائق والمخطوطات، الجامعة الأردنية، عمّان، 2006م.
20. «سجل محكمة القدس الشرعية رقم (387): فهارس تحليلية – قيود الوثائق والحجج الشرعية الصادرة من محكمة القدس الشريف الشرعية»، إعداد عبلة سعيد المهتدي، إشراف وتقديم محمد عدنان البخيت، مركز الوثائق والمخطوطات، الجامعة الأردنية، عمّان، 2007م.
21. «سجل محكمة القدس الشرعية رقم (387): فهارس تحليلية – قيود الوثائق والحجج الشرعية الصادرة من محكمة القدس الشريف الشرعية»، إعداد عبلة سعيد المهتدي، إشراف وتقديم محمد عدنان البخيت، مركز الوثائق والمخطوطات، الجامعة الأردنية، عمّان، 2007م.
22. نقولا زيادة في ميزان التأريخ، مؤسسة عبد الحميد شومان، المؤسسة العربية للدراسات والنشر، عمّـان، 2008م.
23. الأوقاف في بلاد الشام منذ الفتح العربي الإسلامي إلى نهاية القرن العشرين، المؤتمر الدولي السابع لتاريخ بلاد الشام (17-21 شعبان 1427هـ/10-14 أيلول 2006م)، المجلد الثالث «فلسطين»، منشورات لجنة تاريخ بلاد الشام، الجامعة الأردنية، عمان، 1429هـ/2008م.
24. الأوقاف في بلاد الشام منذ الفتح العربي الإسلامي إلى نهاية القرن العشرين، المؤتمر الدولي السابع لتاريخ بلاد الشام (17-21 شعبان 1427هـ/10-14 أيلول 2006م)، المجلد الأول «الأردن»، منشورات لجنة تاريخ بلاد الشام، الجامعة الأردنية، عمان، 1429هـ/2008م.

## الإشراف على رسائل جامعية

### أ. رسائل الماجستير
1. «مملكة غزة في العهد المملوكي»، محمود علي عطا الله، ومنح الدرجة عام 1980م ونال جائزة صاحب الملك الحسين في حفل التخريج لذلك العام، نشرت الرسالة دار الآفاق – بيروت.
2. «حركات العسكر في بلاد الشام» للطالب نوفان رجا السوارية، ومنح الدرجة عام 1981م، نشرت الرسالة دار الآفاق – بيروت.
3. «مملكة صفد في العهد المملوكي»، طه ثلجي الطراونة، منح الدرجة عام 1981م ونال جائزة صاحب الملك الحسين لذلك العام، نشرت الرسالة دار الآفاق، بيروت.
4. «القدس في القرن الثامن عشر»، سلامة صالح النعيمات، منح الدرجة عام 1983م، ونال جائزة صاحب الملك الحسين، نشرت الرسالة بدعم من الجامعة الأردنية، 1985م.
5. «القدس في القرن السادس عشر»، محمد سليم أبو يعقوب، منح الدرجة عام 1986م. ونُشرت الرسالة بكتاب صادر عن منشورات البنك الأهلي وجامعة آل البيت، 1999م.
6. «تاريخ منطقة البلقاء ومعان والكرك من أواخر القرن التاسع عشر حتى سنة 1981م»، محمد سالم غثيان الطراونة، صدرت بكتاب عن وزارة الثقافة، عمان.
7. «قضاء الخليل من 1864-1918»، أمين مسعود أبو بكر، منشورات لجنة تاريخ بلاد الشام، الجامعة الأردنية، عمّـان، 1994م.
8. «قضاء عجلون من 1864-1918»، عليان عبد الفتاح الجالودي، لجنة تاريخ بلاد الشام، الجامعة الأردنية، عمّـان، 2000م، منشورات اللجنة الملكية العليا لتاريخ الأردن.
9. «معادن الذهب في الأعيان المشرقة من حلب – دراسة وتحقيق» للطالب عيسى أبو سليم، مركز الوثائق والمخطوطات، الجامعة الأردنية، عمّـان، 1990م.
10. «أهل القلم ودورهم في الحياة الثقافية في دمشق خلال الفترة 1120/1121هـ - 1172/1173هـ / 1708-1758م»، مهند أحمد مبيضين، المعهد الفرنسي للدراسات الشرقية، دمشق، 2005م.

### ب: رسائل الدكتوراه
1. «السلط وجوارها» للطالب جورج طريف، منشورات جامعة آل البيت بالتعاون مع بنك الأعمال، 1994م.
2. «اربد وجوارها – ناحية بني عبيد 1850-1928م»، هند غسان أبو الشعر، منشورات جامعة آل البيت بالتعاون مع بنك الأعمال، 1995م.
3. «عمان وجوارها»، نوفان رجا السوارية، منشورات جامعة آل البيت بالتعاون مع بنك الأعمال، 1996م.
4. «القدس وجوارها»، زياد المدني، منشورات جامعة آل البيت بالتعاون مع بنك الأعمال، 1996م.
5. «لواء عكا (1864-1918م)»، زهير عبد اللطيف غنايم، صدرت عن مؤسسة الدراسات الفلسطينية، بيروت، 1999م.
6. الحملة الصليبية الأولى على بلاد الشام (492هـ/1099م – 542هـ/1147م)، هالا عبد الحميد الوريكات – قيد الإعداد.

## عضوية المجالس واللجان والمراكز والهيئات
- عضو في ثمان وخمسين لجنة تابعة لمراكز وهيئات مختلفة داخل الأردن وخارجه.

## الأوسمة
- الميدالية الذهبية في العيد الفضي للجامعة الأردنية الهاشمية، 1987م.

- وسام المؤرخ العربي، اتحاد المؤرخين العرب، بغداد، 1987م.

- وسام الاستقلال من الدرجة الأولى، من الملك الحُسين بن طلال، تقديراً للجهود المبذولة في صياغة الميثاق الوطني، 1990م.

- وسام القدس للثقافة والآداب والفنون، من دولة فلسطين، تسلّمه من الرئيس الراحل ياسر عرفات، عمّـان، 1991م.

- جائزة الدولة التقديرية في حقل العلوم الاجتماعية، تسلّمها من الملك الحُسين بن طلال، تقديراً للجهود الفكرية والمساهمة الفاعلة في بناء الحياة الثقافية في المملكة الأردنية الهاشمية، 1992م.

- درع الجمعية الفلكية الأردنية، 15/9/1994م.
- ميدالية جامعة أنقرة، بمناسبة احتفالات الجامعة بالعيد الخمسين لتأسيسها، أنقرة، 1996م.

- شهادة تقدير من وزير الثقافة، تثميناً للجهود الخيرة التي بُذلت في إنجاح ملتقى عمّان الثقافي العاشر، حول (المعالم الثقافية والحضارية في الأردن عبر العصور)، عمّـان، 2002م.

- شهادة تقدير «نحاسية» مقدمة من وزارة الأوقاف والشؤون الدينية في دولة فلسطين (مؤسسة إحياء التراث والبحوث الإسلامية)، تقديراً للجهود في الحفاظ على هوية القدس وذاكرة الأمة، القدس، 2005م.

- درع مدرسة البكالوريا في عمّان، تقديراً وعرفاناً بالمساهمة في تأسيس المدرسة، 2006م.

- درع اتحاد الناشرين الأردنية لاختياره شخصية المعرض الفكرية لعام 2006م.

- شهادة تقدير ودرع من الحركة الثقافية في أنطلياس، لبنان، لاختياره علماً من أعلام الثقافة في العالم العربي، آذار 2006م.

- درع تكريم اتحاد المؤرخين العرب في احتفالية تكريم «شوامخ المؤرخين العرب»، القاهرة، 2007م.

- شهادة «الباحث المتميز» لعام 2006/2007م، من رئيس الجامعة الأردنية، تقديراً للجهد العلمي المبذول في الأعمال البحثية.

- درع جامعة عدن في اليمن، تقديراً لجهوده العلمية في تحقيق معجم الشيخ مرتضى الزبيدي، 4/4/2007م.

- وسام الحُسين للتميز والعطاء من الدرجة الأولى، من الملك عبد الله الثاني بن الحسين المعظم، للجهود المميزة في ميادين التعليم العالي والبحث العلمي والتوثيق الهاشمي، عمّـان، 25/5/2008م.

- درع مهرجان الثقافة والفنون لبلدية ماحص – البلقاء، 2008م.

- درع العيد الفضي لجامعة مؤتة، تقديراً للجهود في تطور التعليم في الأردن وإثراء المكتبات الأردنية بشتى العلوم والمعارف التي تناولتها مؤلفاته، 2/8/2008م.

- درع مركز الأبحاث للتاريخ والفنون والثقافة الإسلامية باستانبول (ارسيكا)، التابع لمنظمة المؤتمر الإسلامي، لمساهماته العلمية المتميزة في البحث والكتابة والنشر كواحدٍ من أبرز ستة باحثين في العالم، استانبول، 7/11/2008م.

- شهادة تقدير، صادرة عن بلدية إربد الكبرى، 6/12/2008م.

- عباءة عمان ودرع أمانة عمان الكبرى، عمان، 3/3/2009م.

- وسام من رتبة فارس من وزارة الثقافة والاتصال الفرنسية، للدور المتميِّز في ميادين الأدب والفن، 31/3/2009م.

- درع الجمعية الخيرية الشركسية، 10/7/2009م.

- درع مؤسسة إحياء التراث والبحوث الإسلامية، القدس، على هامش انعقاد الندوة العلمية بمناسبة اعتماد مدينة القدس عاصمة الثقافة العربية، تحت عنوان: «هوية القدس الثقافية بين الأصالة والتهويد»، في الفترة من 27-28 حزيران 2009م.